# NHL Entry Draft 2000

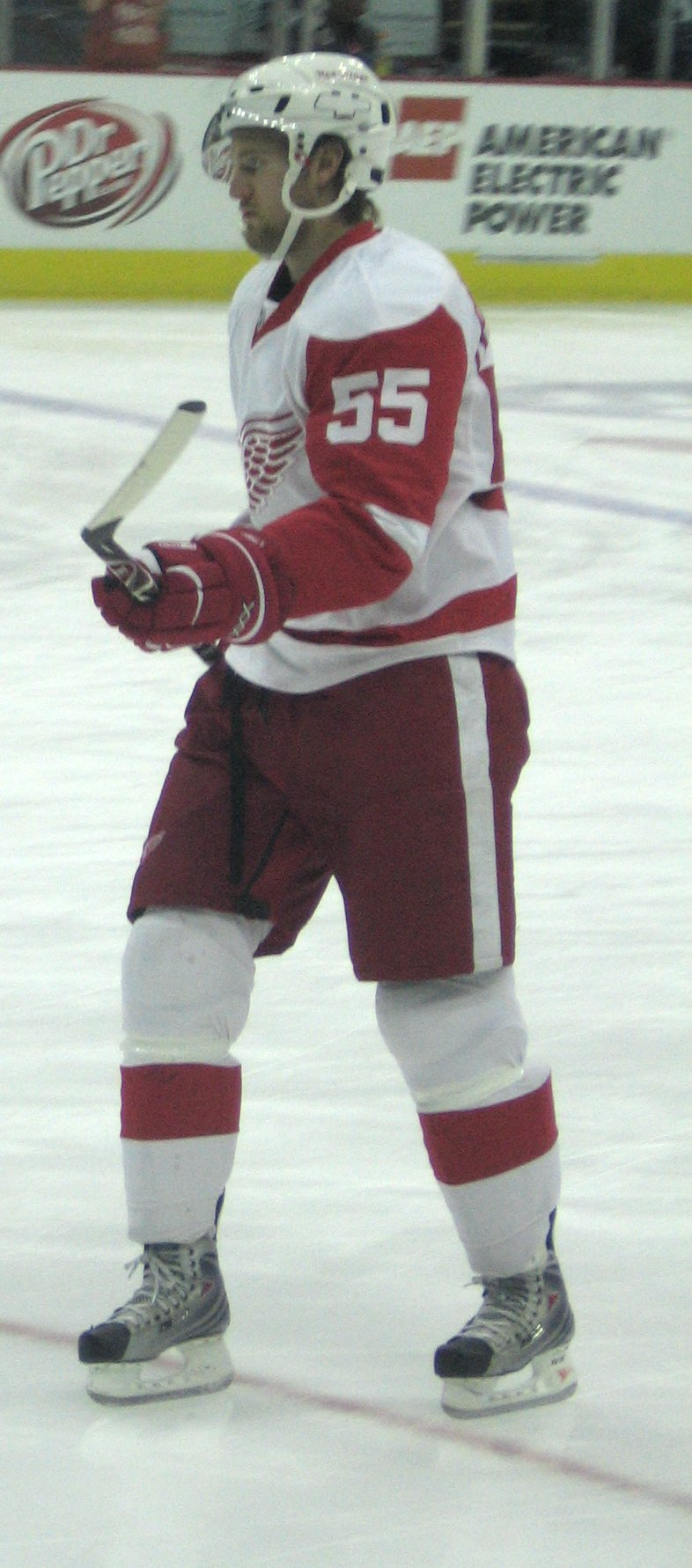
Niklas Kronwall valdes som 29:e spelare totalt av Detroit Red Wings.

2000 NHL Entry Draft var den 38:e NHL-draften. Den ägde rum 24–25 juni 2000 i Pengrowth Saddledome numera känd som Scotiabank Saddledome som ligger i Calgary i Alberta i Kanada.
New York Islanders var först ut att välja spelare och de valde den amerikanske målvakten Rick DiPietro.

## Svenska spelare

### 1:a rundan
- Lars Jonsson som 7:e spelare
- Martin Samuelsson som 27:e spelare
- Niklas Kronwall som 29:e spelare

### 2:a rundan
- Daniel Widing som 36:e spelare
- Jonas Nordquist som 49:e spelare
- Andreas Lilja som 54:e spelare

### 3:e rundan
- Joel Lundqvist som 68:e spelare
- Mikael Tellqvist som 70:e spelare
- Mattias Nilsson som 72:e spelare

### 4:e rundan
- Niclas Wallin som 97:e spelare
- Jonas Rönnqvist som 98:e spelare
- Stefan Liv som 102:e spelare
- Johan Eneqvist som 109:e spelare
- Johan Hägglund som 126:e spelare

### 5:e rundan
- Kristofer Ottosson som 148:e spelare

### 6:e rundan
- Pär Bäcker som 187:e spelare

### 7:e rundan
- Henrik Lundqvist som 205:e spelare
- Tim Eriksson som 206:e spelare
- Magnus Kahnberg som 212:e spelare
- Jimmie Svensson som 228:e spelare

### 8:e rundan
- Mats Christéen som 236:e spelare

### 9:e rundan
- Andreas Lindström som 279:e spelare
- Björn Nord som 289:e spelare